# Solkraft i Frankrike
Solkraften i Frankrike stod 2024 för drygt 5 % av landets elförsörjning. Mätt per invånare har Frankrike relativt lite solel. Den installerade effekten per invånare, 230 W, är mindre än hälften av genomsnittet i EU.
Potentialen varierar mycket över landet, med betydligt högre potential i de södra delarna av landet än de norra. Det är också i huvudsak i söder som solelsproduktionen finns. Produktionen har sedan 2010 ökat i en jämn takt från en tidigare låg nivå.
Installationer av solceller stöds genom inmatningstariffer. För egenanvändning av elen finns investeringsstöd. Vid installation av enheter med en effekt som är mindre än 3 kW är momsen sänkt till 10 %.